# Somewhere Slow
Somewhere Slow (Brasil: Em Algum Lugar Lento ) é um filme dirigido por Jeremy O'Keefe, lançado em 2013.

## Sinopse
Anna Thompson é obrigada a fugir após ser confundida em um assalto numa loja de conveniência. No caminho, ela conhece Travis, um andarilho adolescente em sua própria jornada de auto-descoberta.

## Elenco
| Ator                  | Papel                |
| --------------------- | -------------------- |
| Denise Grayson        | Dr. Diane Garland    |
| David Costabile       | Robert Thompson      |
| Clifford Bañagale     | Sunshine             |
| Lindsay Crouse        | Katherine Franklin   |
| Jessalyn Gilsig       | Anna Thompson        |
| Robert Forster        | Chris McConville     |
| Graham Patrick Martin | Travis Tratten       |
| Wallace Langham       | Paul                 |
| Melissa Claire Egan   | Claire               |
| Larry Cedar           | Jerry Franklin       |
| Benjamin Byron Davis  | Steve                |
| Lauren Schneider      | Julie                |
| Blaise Embry          | Reilly Lewes         |
| Bob Rumnock           | Dr. Kinney           |
| Tamara Lynn Davis     | Janine               |
| Phil Idrissi          | Motorista de ônibus  |
| Kim Yarbrough         | Tanisha              |
| Maia Madison          | Ruby                 |
| Kelly Schumann        | Kayla                |
| Ashleigh Giron        | Joannie              |
| Lindsey Beeman        | Bianca               |
| Betty Smith           | Nancy Marshall       |
| David Nyblom          | Clerk                |
| Justin O'Connor       | Homem mascarado      |
| David Cohen           | Diretor correcional  |
| Janna Jude            | Passageiro de ônibus |
| Sun Jae Kim           | Jay                  |